# Joyce Chepchumbaová
Joyce Chepchumbaová (* 6. listopadu 1970 Kericho) je atletka, která se specilalizovala na maratonský běh. Získala bronzovou medaili v maratonu na olympijských hrách 2000 v Sydney. Je čtyřnásobnou vítězkou berlínského půlmaratonu (1999, 2000, 2001, 2004).